# Aniello Gentile
Aniello Gentile (Caserta, 24 marzo 1920 – Napoli, 17 febbraio 2007) è stato un glottologo, storico e docente universitario italiano.

## Biografia
Studiò all'Istituto Salesiano di Caserta e si laureò in lettere classiche, seguendo le orme del fratello maggiore Salvatore, glottologo, filologo, professore di Storia della Letteratura Italiana nell'Università di Bari. Iniziò la carriera universitaria presso l'ultima cattedra di sanscrito d'Europa, poi soppressa per vicende connesse con la seconda guerra mondiale. Professore di glottologia nell'Università di Napoli fino al 1990, ricoprì anche l'incarico di Direttore del relativo Istituto. Allievo di Giandomenico Serra, concentrò il suo interesse di studioso sulla linguistica storica e comparata delle lingue romanze, con particolare riguardo alla transizione dal latino al romanzo ed alla lessicografia, onomastica, toponomastica e dialettologia dell'Italia meridionale. Accanto all'attività più strettamente pertinente allo specifico settore scientifico-disciplinare, documentata da numerose pubblicazioni scientifiche, svolse – in qualità di Presidente della Società di Storia Patria di Terra di Lavoro dal 1974 alla morte – intensa attività di storico di Terra di Lavoro e promotore di iniziative culturali.